# توماس اوتن پین
توماس اوتن پین (انگلیسی: Thomas O. Paine؛ ۹ نوامبر ۱۹۲۱ – ۴ مهٔ ۱۹۹۲) یک مهندس و دانشمند آمریکایی و حامی اکتشاف فضایی بود که از ۲۱ مارس ۱۹۶۹ تا ۱۵ سپتامبر ۱۹۷۰ به عنوان سومین مدیر ناسا فعالیت می‌کرد.
در دوران مدیریت وی بر ناسا، هفت مأموریت اول برنامه فضایی آپولو و از جمله فرود آپولو ۱۱ روی ماه و قدم گذاشتن بشریت روی این قمر زمین، انجام گرفت. پین در دوران پس از آپولو، نقش پررنگی در آماده‌سازی برنامه‌های ناسا داشته‌است.
وی همچنین برندهٔ جوایزی همچون نشان فارادی شده‌است.